# Исправление должности
Исправле́ние до́лжности — в Российской империи исполнение не утверждённым в должности чиновником или военным обязанностей по этой должности с использованием всех прав, установленных для этой должности.

## Статус исправляющего должность
Под исправлением должности понимались следующие случаи.
- Вследствие отсутствия лица, занимающего должность, обязанности временно возлагались на другое лицо. По отношению к более важным должностям (министров, губернаторов, исправников, предводителей дворянства, судей и прокуроров) законом указывалось, кто и в каком порядке призывается к исправлению должности за отсутствием лица, её занимающего.
- Для испытания способностей лица до определения данного лица на должность оно принималось на испытательный срок (не более четырёх месяцев, которые в случае утверждения в должности засчитывались в действительную службу).
- До воспоследования императорского приказа о назначении лица, назначенного начальством на должность, которая требовала такого утверждения. При этом назначенное лицо получало полный оклад содержания.

При исправлении должности чиновник или военный получал содержание, ей присвоенное, в том только случае, если должность была вакантна и если чиновник, исправляющий должность, уже не получал большего содержания.

## Статус «в должности»
Помимо статуса исправляющего должность существовал также статус состоящего в должности. Сочетание формулировки «в должности» с придворным чином, например, «в должности церемониймейстера» представляло собой придворное звание; «имевшие эти звания считались как бы кандидатами на придворные чины». Сочетание формулировки «в должности» с её конкретным названием, например «в должности губернатора», означало, что лицо, имеющее такой статус, является кандидатом на утверждение в соответствующей должности, при этом данный статус не являлся временным.
Так, высочайшим указом от 6 апреля 1831 года А. П. Римскому-Корсакову повелено было «состоять в должности волынского гражданского губернатора»; 1 января 1832 года А. П. Римский-Корсаков был утверждён в этой должности. Были и случаи, когда лицо, состоящее «в должности», не утверждалось в ней в течение нескольких лет. Так, Ф. Ф. Вигель в 1831 году был назначен состоящим в должности директора Департамента духовных дел иностранных исповеданий, в должности утверждён не был, в качестве состоящего в должности директора служил до 1840 года, когда вышел в отставку.
Одно лицо могло одновременно иметь статус исправляющего одну должность и состоящего в другой должности, то есть исполнять обязанности по каждой из этих должностей, не будучи утверждённым ни в одной из них. Так, в 1861 году губернский секретарь П. М. Руднев исправлял должность журналиста и при этом состоял в должности аудитора Илецкого соляного правления.